# Misumenops spiralis
Misumenops spiralis är en spindelart som beskrevs av F. O. Pickard-Cambridge 1900. Misumenops spiralis ingår i släktet Misumenops och familjen krabbspindlar.
Artens utbredningsområde är Guatemala. Inga underarter finns listade i Catalogue of Life.